# De Saffraan
De Saffraan is een restaurant in Amersfoort, Nederland. Het restaurant had een Michelinster in de periode 2010-2014.
In 2013 kende de GaultMillau het restaurant 15 van de maximaal 20 punten toe.
Chef-kok is Kars van Wechem.
Het restaurant is gevestigd in een ruim 100 jaar oude klipper, die gebouwd werd met de naam "Hoop op Welvaart". Het schip heeft een vaste ligplaats aan de kade Kleine Koppel in wat formeel de Eemhaven heet. Het is geheel verbouwd en aangepast aan zijn rol als restaurant.

## Onderscheidingen
- Michelinster 2009–2014
- Beste restaurant bij culinair festival Proef Amersfoort, 2009[6]